# Kis mustárlepke
A kis mustárlepke (Leptidea sinapis) a rovarok (Insecta) osztályának a lepkék (Lepidoptera) rendjébe, ezen belül a fehérlepkék (Pieridae) családjába tartozó faj.

## Elterjedése
Európától Közép-Ázsiáig terjedt el; Magyarországon mindenütt gyakori.

## Megjelenése, felépítése
A hernyó zöld, oldalán a lábak fölött élénksárga csíkkal.
Az imágó csápbunkója alul fehér. Szárnya puha, az első szárny csúcsa teljesen lekerekített; fesztávolsága 34–40 mm. A nőstény csúcsfoltja mindig kisebb, mint a hímé. A két nemzedék megjelenése némileg eltérő:
- első nemzedék: a hím első szárnyán a csúcstér foltja sötétszürke, a tőtér és a felső szegély körülbelül annak egyharmadáig szürke, a fonák csúcstere zöldessárga, kifelé halványuló fekete hintéssel. A hátsó szárny fonákja zöldessárga, szürke mintázott. A nőstény elülső szárnyán a csúcstér sötétszürke hintése nagyon halvány és csak az érközökben, olykor igen keskeny foltokra tagolódva tűnik fel. Mindkét szárny fonákja olyan, mint a hímé, de kevésbé sárga, viszont a sötét rajzolat erősebb, terjedelmesebb.
- második nemzedék: a hím első szárnyán a csúcstér foltja kerek és mélyfekete, fonákja fehér, csaknem rajzolatmentes, csupán a csúcstér és olykor a hátsó szárny halványsárga. A nőstény felül teljesen fehér, fonákján nincsen rajzolat, a csúcstér és a hátsó szárny azonban halványsárga.

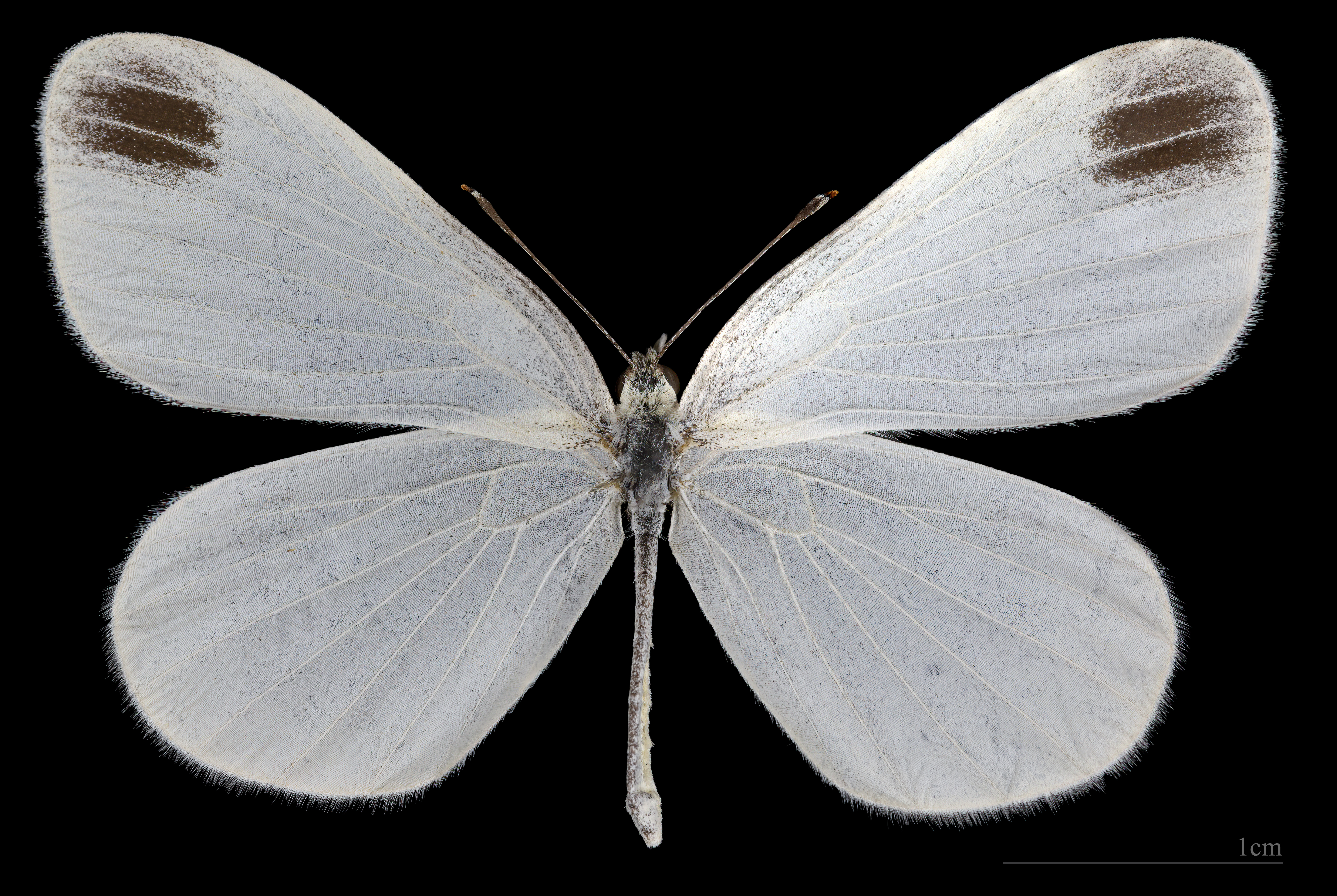
Leptidea sinapis ♂
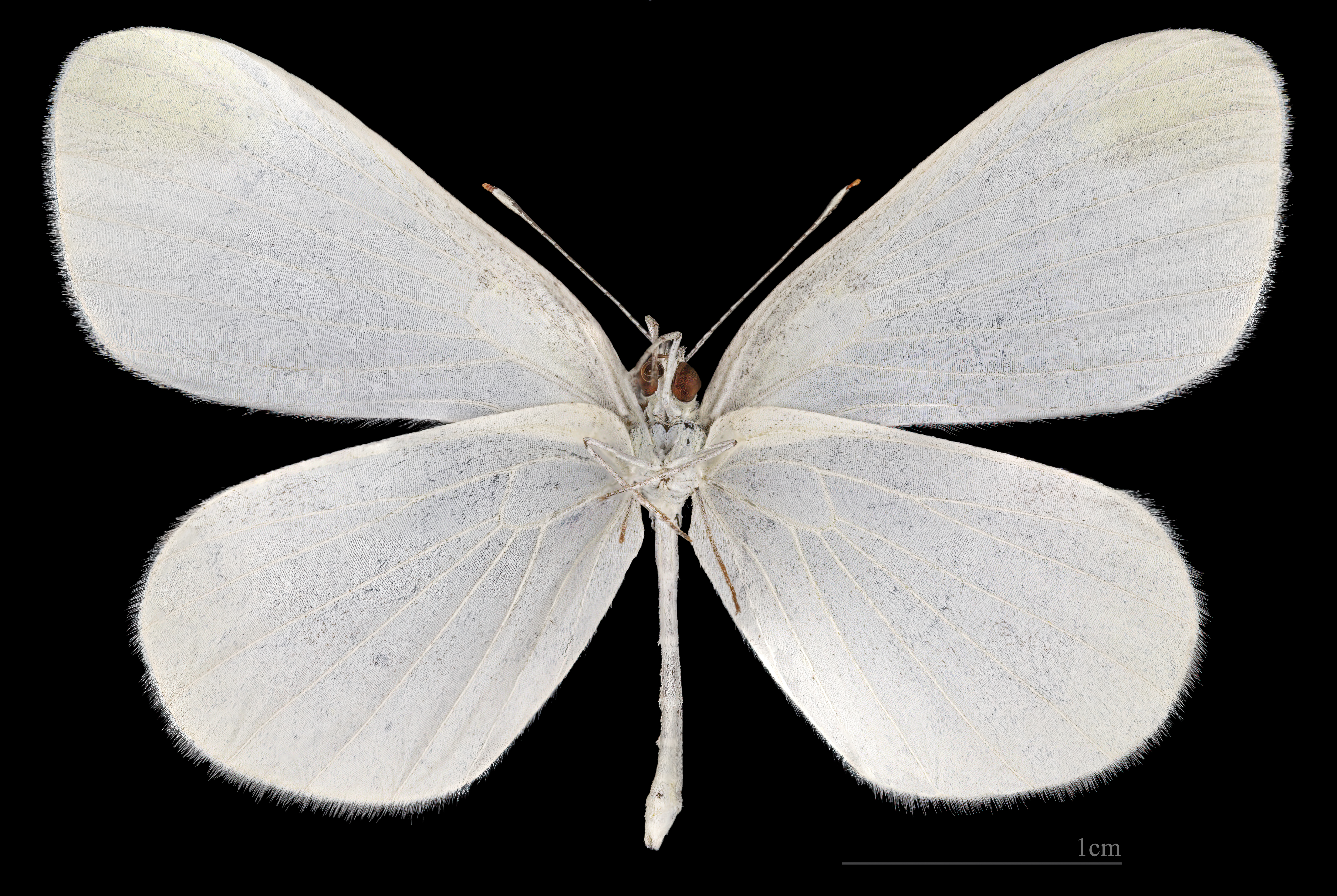
Leptidea sinapis ♂   △
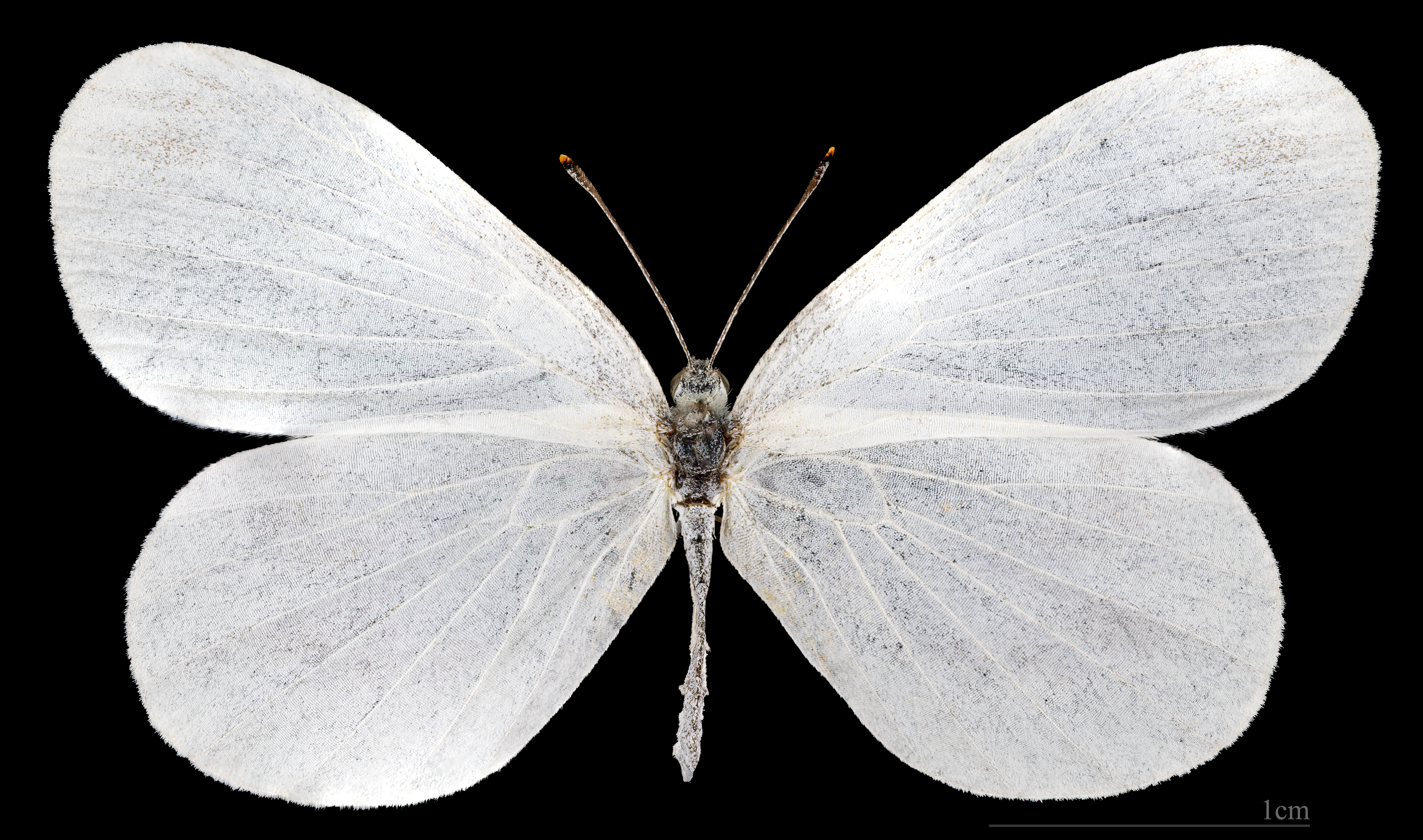
Leptidea sinapis   ♀
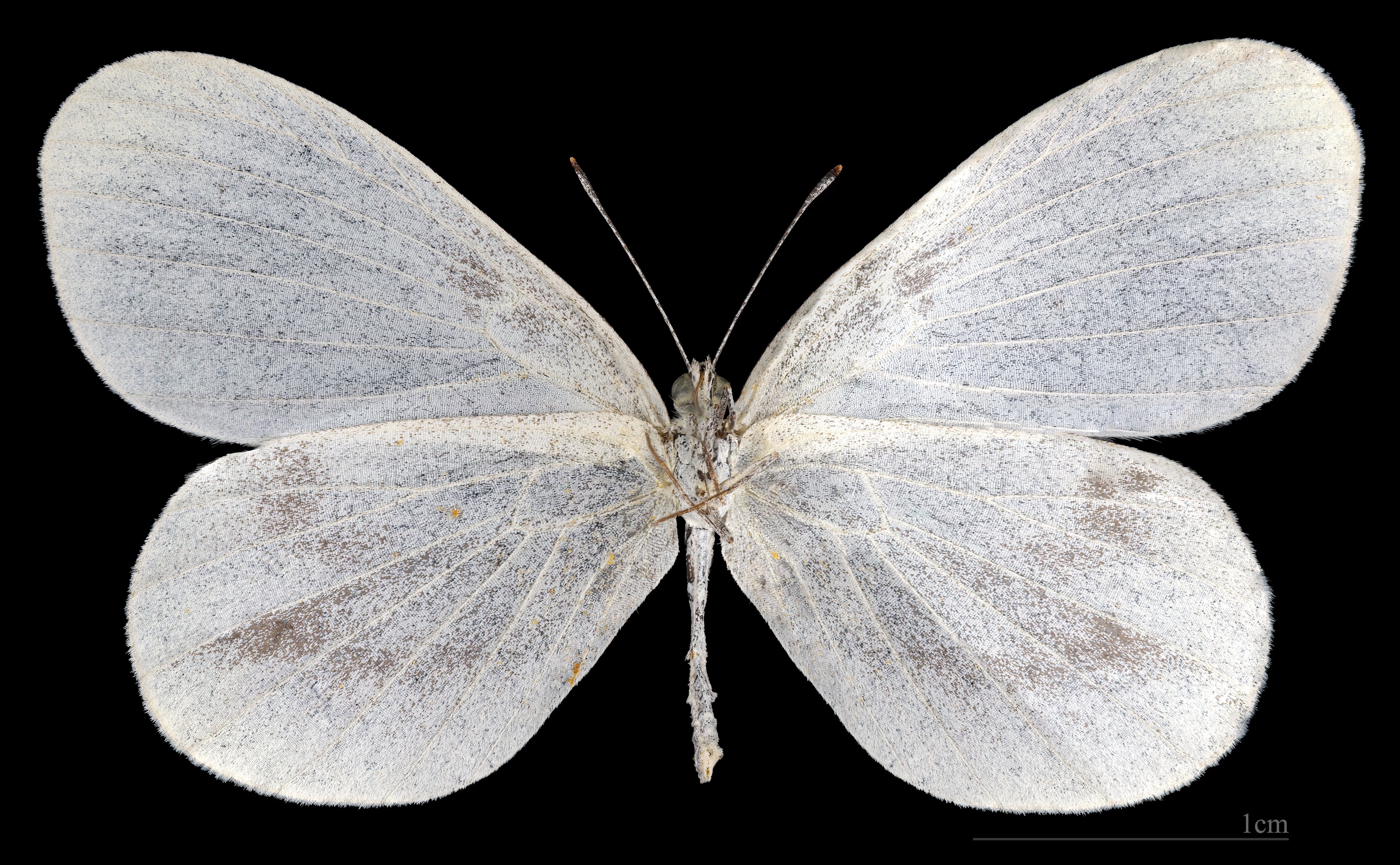
Leptidea sinapis   ♀ △

## Életmódja, élőhelye
Egy évben két nemzedéke repül: április–júniusban, illetve júliustól szeptemberig; ritkán kifejlődhet egy harmadik is. Röpte lassú, esetlen.
Hernyójának tápnövénye:
- lednek (Lathyrus spp.),
- kerep (Lotus spp.),
- bükköny (Vicia spp.),
- here (Trifolium spp.),
- tarka koronafürt (Coronilla varia),

## Alfajok, változatok
Alfajok:
- Leptidea sinapis melanoispersa
- Leptidea sinapis pseudodiniensis
- Leptidea sinapis sinapis (törzsváltozat)

## Hasonló fajok
- Lorkovic-mustárlepke (Leptidea reali) Reissinger, 1989,
- keleti mustárlepke (Leptidea morsei major) Grund, 1905,
- Leptidea duponcheli.